# Silnik Halla

Schemat silnika Halla

Silnik Halla – rodzaj silnika jonowego, w którym jony są przyspieszane polem elektrycznym, podczas gdy ruch lekkich elektronów wzdłuż silnika jest ograniczany przez pole magnetyczne. Zależność zmiany kierunku ruchu ładunków w polu magnetycznym w zależności od ich masy nasunęła skojarzenia ze zjawiskiem Halla.
Silniki tego typu są wykorzystywane do podtrzymywania właściwej orbity satelitów, zmiany orbity oraz do eksploracji kosmosu. Przykładem jego zastosowania był silnik PPS 1350-G wykorzystany do napędzania sondy SMART-1 o impulsie właściwym równym 1640 sekundom.

## Budowa i zasada działania
Zasadniczym elementem silnika jest komora w kształcie pierścienia (może być to również komora cylindryczna). Na dnie komory znajduje się anoda będąca często również dystrybutorem gazu. Paliwo przedostaje się do komory silnika ze zbiornika przez otwory w anodzie o dowolnym kształcie (czasem anoda jest wykonywana z materiałów porowatych). Silniki tego typu używane w przestrzeni kosmicznej są zasilane ksenonem lub kryptonem, ze względu na to, że są nieaktywne chemicznie w otoczeniu wody i tlenu, mają dosyć dużą masę atomową, małą energię jonizacji oraz duży przekrój czynny jonizacji. Atomy ksenonu i kryptonu ulegają jonizacji w wyniku zderzeń z elektronami już o energii 12 eV. Innymi paliwami rozważanymi do użycia w tego typu silnikach są argon, cez, bizmut, magnez, cynk, a ostatnio prowadzone są prace mające na celu sprawdzić możliwość użycia azotu i tlenu cząsteczkowego, co byłoby niewątpliwym plusem do zastosowania silników Halla na niskich orbitach LEO ze względu na taki właśnie skład atmosfery na wysokości 250 km.
Między anodą a znajdującą się na zewnątrz katodą przyłożone jest stałe napięcie elektryczne o wartości z przedziału 200-500 V, a w specyficznych zastosowaniach może to być nawet 600 V. Napięcie to przyspiesza jony w kierunku wylotu.
Pole magnetyczne kształtowane jest przez elektromagnesy, magnesy stałe oraz magnetowody tak, by było prostopadłe do cylindrycznych ścian komory i do pola elektrycznego. Pole magnetyczne praktycznie nie wpływa na ruch jonów ze względu na ich dużą masę, ale wpływa znacznie na tor ruchu elektronów. Elektrony w komorze poruszają się po liniach pola magnetycznego wykonując ruch dookoła takich linii. Z tego powodu elektrony nie podążają wprost do anody, lecz krążą przez dłuższy czas w komorze, w wyniku czego w komorze znajduje się duża ilość elektronów o energii dostatecznej do jonizacji gazu.
Wyrzucane na zewnątrz jony są neutralizowane elektronami z katody, aby przeciwdziałać elektryzowaniu oraz zapewnić dobrą zbieżność wylatujących jonów, tak by nie uszkadzały elementów satelity czy sondy kosmicznej. W przypadku braku neutralizacji jony wylatujące z silnika działałyby na siebie nawzajem z bardzo dużymi siłami elektrostatycznymi, powodując skierowanie części jonów z powrotem do silnika.

## Cylindryczny silnik Halla
Standardowe silniki Halla z toroidalnym kanałem, które mają dużą sprawność w zakresie kilowatowym, dla małych mocy przestają być wydajne. To sprawiło, że zostały zaprojektowane silniki o cylindrycznym kanale wyładowania, który umożliwia pozostawanie w zakresie wysokich sprawności.